# Anders Krogvig
Anders Krogvig, född 29 april 1880 i Kristiania, död där 3 april 1924, var en norsk författare och biblioteksman.
Krogvig var 1909–18 bibliotekarie i Kunstindustrimuseet och sedan 1921 Stortingets bibliotekarie. Av hans många kritiker har ett antal samlats i Nordisk digtning (1912) och Bøker og mennesker (1919). Han var huvudredaktör för den nya upplagan av "Aschehougs konversationsleksikon" (nio band, 1920-25) och medredaktör för "Norsk biografisk leksikon". Han var även verksam som utgivare av bland annat "Fra det nationale gjennembruds tid" (1915).